# Karl Hub
Karl Hub ist ein österreichischer Bergsteiger.

## Leben
Karl Hub nahm ab 1975 an mehreren Expeditionen in Himalaya und Karakorum teil, dabei gelangen auch wichtige Erstbesteigungen.

## Alpinistische Leistungen (Auszug)
- Gasherbrum I 8080 m (Karakorum, Pakistan), von Hanns Schell geleitete Expedition 1975, Karl Hub gelangt auf der Gasherbrum Aufstiegsroute bis in Lager III, den Gipfel erreichen H. Schell, Robert Schauer und Herbert Zefferer
- Urdok Kangri I 7250 m (Karakorum, Pakistan), Erstbesteigung 1975 mit Hanns und Lieselotte Schell, Robert Schauer, Helmut Prevedel  und Herbert Zefferer
- Kun 7077 m (Himalaya, Indien), 1977 Versuch einer Massiv-Traverse vom Kun- zum Nun-Gipfel; nur der Kun-Gipfel wird von Karl Hub, Robert Schauer, Gerhard Pressel, Hanns und Lieselotte Schell erreicht. Karl Hub gelingt dabei die erste Befahrung des Kun mit Ski.
- Gasherbrum II 8034 m (Karakorum, Pakistan), Besteigung 1979 mit Hilmar Sturm und Reinhard Karl
- Broad Peak 8051 m (Karakorum, Pakistan), Besteigung 1984 im Rahmen einer von H. Schell geleiteten Expedition, nur K. Hub gelangt auf den Gipfel